# Granatsplitter

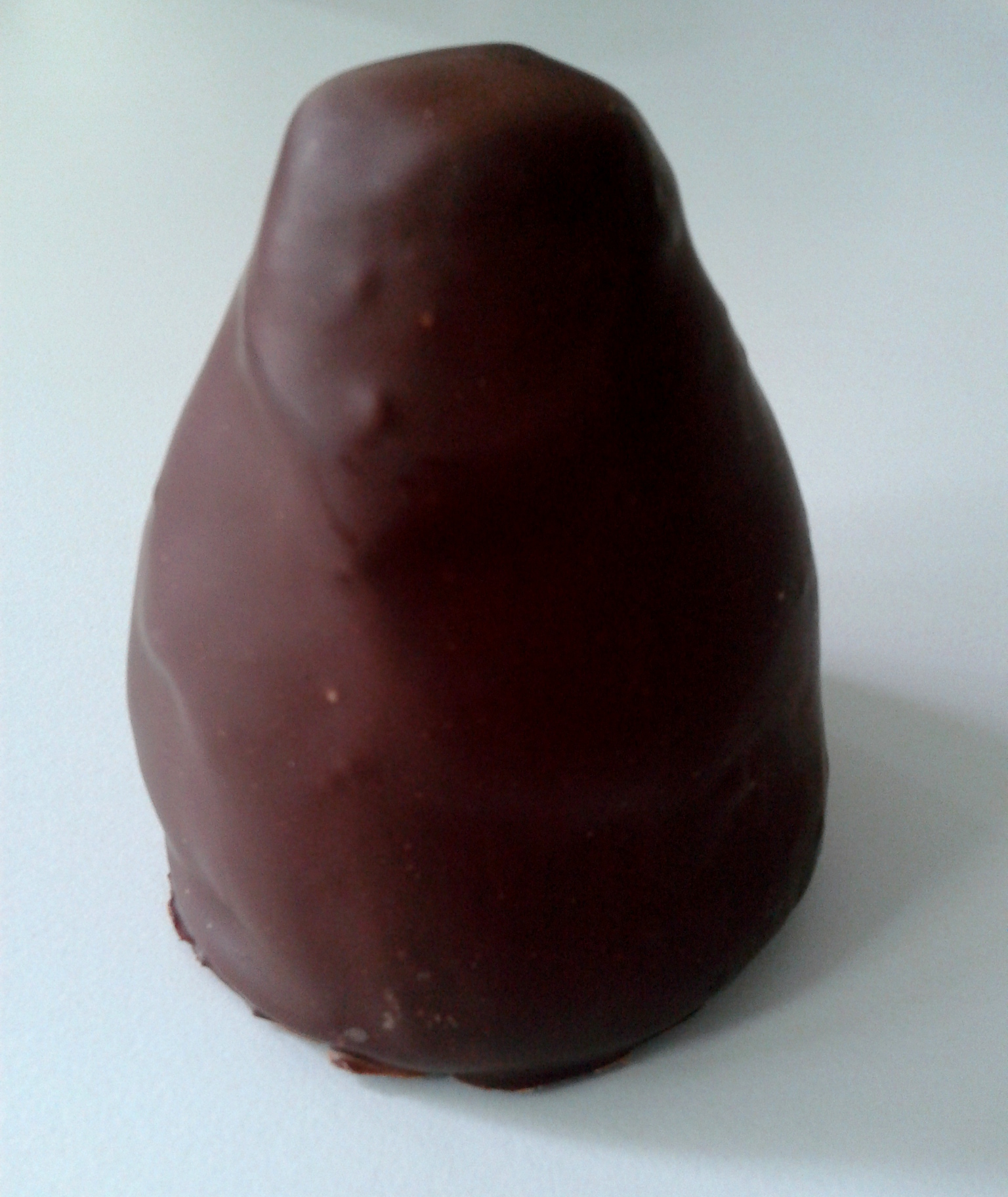
Granatsplitter
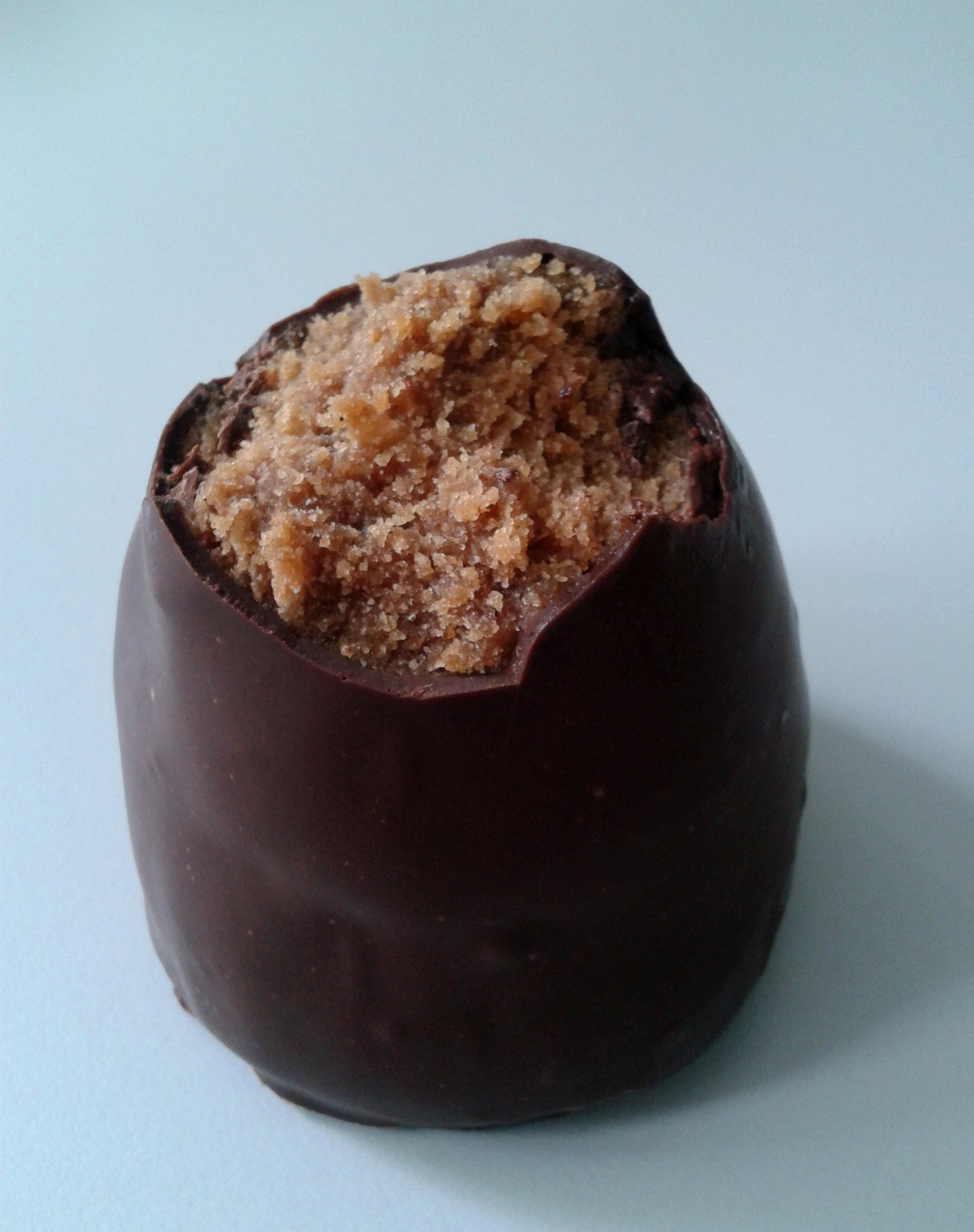
Das Innere des Granatsplitters

Als Granatsplitter bezeichnet man ein hochkalorisches Süßgebäck, das traditionell aus den bei der Torten- und Biskuitrollenherstellung anfallenden Abschnitten hergestellt wird. Diese Reste werden je nach Rezept mit Buttercreme, Kakao und Rum vermengt und auf einen Mürbegebäck- oder Waffelboden etwa 10 cm hoch aufgeschichtet und anschließend mit Kuvertüre überzogen oder in flüssige Schokolade getaucht.
Der traditionelle im Süden Deutschlands zubereitete Granatsplitter wird nicht zu fein verrührt. Stattdessen bleiben größere Stücke wie Rosinen und Kirschen im Gebäck, die ihm eine etwas andere Konsistenz verleihen.
Durch die Herstellungsart bedingt kann die Füllung eines Granatsplitters also stark variieren, diese Schwankungen sind aber erwünscht und machen die besondere Eigenart dieses Gebäcks aus. Da die für die Herstellung benötigten Reste aber nur in traditionellen Konditoreibetrieben anfallen, existieren auch Rezepte für Granatsplitter, die ohne Reste auskommen und diese mit extra gebackenen Biskuits, Nüssen oder ähnlichem ersetzen.

## Weitere Bezeichnungen
In Berlin nennt man den Granatsplitter auch Hackstockkratze, in Teilen der ehemaligen DDR kennt man ihn als Punschberg. In Bayern, besonders in der Oberpfalz wird auch die Bezeichnung „Splitterbombe“ verwendet. Aufgrund der Kriegssemantik des Begriffs wurde in den 1950er-Jahren eine Umbenennung des Gebäcks in „Bärenhaufen“ überlegt, jedoch wieder verworfen. Auch heute noch wird er in einigen Bäckereien aus diesem Grund unter anderen Namen wie Bergspitze, Bergsteiger oder Schokospitz, in Köln als Domspitz verkauft. In Nordhessen ist die Bezeichnung Kassler Brocken verbreitet.